# 오즈카촌
오즈카촌(小塚村)은 히로시마현 고누군에 있던 촌이다. 현재의 후추시의 일부에 해당한다.

## 역사
- 1889년 4월 1일 - 정촌제 시행에 의해 고누군 오즈카촌이 단독으로 촌제를 시행해 오즈카촌이 성립하였다.
- 1895년 10월 1일 - 후타모리촌, 아리후쿠촌, 고호리촌과 합병, 요시노촌이 신설해 폐지되었다.

## 참고문헌
- 角川日本地名大辞典 34 広島県
- 『市町村名変遷辞典』東京堂出版、1990年